# 王洋 (宋朝)
王洋（1087年—1154年），字元渤，山阳人。
原籍东牟（今山东蓬莱），省試第二名，宣和六年（1124年）甲辰科进士。绍兴元年（1131年），秘书省正字，歷官校书郎、吏部员外郎、起居舍人，知制诰。晚年任鄱阳太守。因洪皓事被免職，改知邵武军，十七年，知饶州，不久罷官。隱居信州，住所有荷花，故自號王南池。二十三年十二月卒。其子王易祖輯其文為《东牟集》三十卷。